# Nuevo Liberalismo
El Nuevo Liberalismo es un partido político colombiano de centro fundado por el político colombiano Luis Carlos Galán el 20 de julio de 1979, como una fuerza disidente del Partido Liberal Colombiano debido a las diferencias ideológicas entre sus fundadores y el Directorio Liberal, y la intención de este de apoyar la candidatura presidencial de Alfonso López Michelsen años después.
A través de este partido, Luís Carlos Galán y su socio ideológico, Rodrigo Lara Bonilla, hicieron oposición a los gobiernos de Julio César Turbay (1978-1982), Belisario Betancur (1982-1986) y Virgilio Barco (1986-1990), hasta el reintegro de Galán al liberalismo en 1987, por pedido de Barco y del líder del Partido, Julio César Turbay.
El partido, si bien no logró el objetivo de llegar a la presidencia tras la derrota de Galán en 1982, demostró ser un partido independiente con fuerte presencia en el gobierno con la llegada de Lara al Ministerio de Justicia en 1983, y en el Congreso.
Su líder, Luis Carlos Galán, como liberal, fue asesinado durante la campaña presidencial de 1989. Sus hijos mayores, Juan Manuel y Carlos Fernando Galán, recogieron las banderas del partido y lo revivieron en 1 de noviembre de 2021, participando en las elecciones legislativas de 2022 y locales de 2023, dónde el último de ellos fue electo Alcalde de Bogotá. logrando llegar, con el aval del mismo partido, Carlos Fernando a la Alcaldía de Bogotá.

## Historia

### Orígenes y fundación
El partido Nuevo Liberalismo fue fundado en 1979, por el líder político liberal Luis Carlos Galán y Rodrigo Lara Bonilla, como una fuerza disidente del Partido Liberal Colombiano. Según el propio Galán, el Nuevo Liberalismo surgió como resultado de la burocratización del Partido Liberal y el interés de sus miembros de privilegiar su participación en el gobierno antes que en la defensa de sus ideales originarios.
Entre sus militantes (Galán, Lara, Enrique Pardo Parra, Emilio Urrea y Arismendi Mora) estaban liberales adeptos a las ideas del expresidente Carlos Lleras Restrepo, quien luego de perder la nominación para ser el candidato oficialista del liberalismo en 1978 contra Julio César Turbay, decidió retirarse de la política. Los disidentes veían en Galán la oportunidad de renovación del partido que pretendía hacer Lleras.

### Actividad

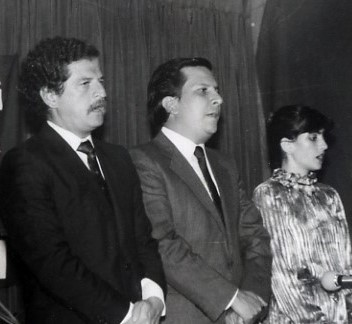
Galán, Lara Bonilla y Nancy Restrepo de Lara en una convención del partido, años 1980.

#### Incursión en la políticaː 1980-1982
La primera aparición pública del partido se dio en 1980 durante la campaña de Galán al Concejo de Bogotá bajo el lema Bogotá pertenece a todos sus habitantes, logrando salir victorioso de la campaña y ocupando su curul de concejal hasta 1982, cuando decidió lanzar su candidatura presidencial. Fue sucedido en el consejo por el Hon. concejal Jorge Muñoz Pinzón. 

#### Elecciones de 1982
Galán sostuvo acercamientos con el oficialismo liberal en 1982, pero diferencias entre su movimiento y los liberales derivaron en su postulación como candidato presidencial, ya que el Partido Liberal se unió en torno a la candidatura del expresidente Alfonso López Michelsen. Pese a que fue derrotado por el conservatismo, cuyo candidato era el veterano candidato Belisario Betancur, se considera un éxito su postulación, ya que pasó de candidato sin opciones a un fuerte opositor del sistema bipartidista. 

#### Primeros conflictos con el narcotráfico
El éxito del partido le permitió al senador Lara Bonilla, amigo y socio de Galán y cofundador del partido, ser nombrado Ministro de Justicia por el presidente Betancur el 7 de agosto de 1983, reemplazando a Bernardo Gaitán Mahecha. En el ministerio, Lara estableció una política de mano dura contra el narcotráfico, y acabó siendo asesinado el 30 de abril de 1984 luego de la desmantelación del complejo cocalero de Tranquilandia y las repetidas acusaciones públicas hechas al entonces senador Pablo Escobar, a quien acusó con evidencia de ser el líder del Cartel de Medellín, logrando su destitución.

#### Elecciones de 1986

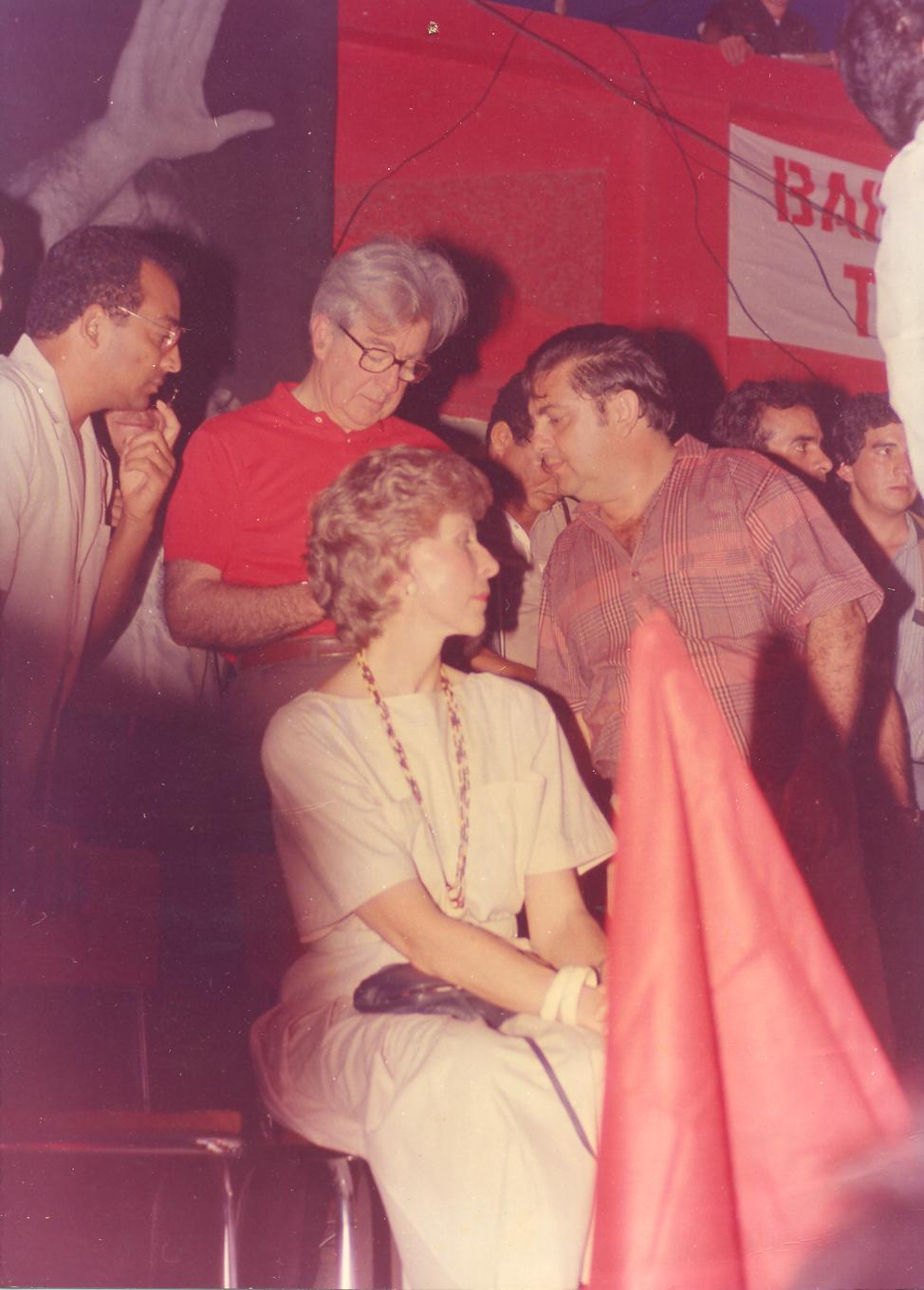
Barco y su esposa en campaña presidencial.

Dos años después del asesinato de Lara, Galán volvió a lanzar su candidatura presidencial y se enfrentó contra el liberalismo oficialista, que apoyaba al rico empresario y exalcalde de Bogotá Virgilio Barco, y al conservatismo que aspiraba a continuar el gobierno de Betancur de la mano del experimentado político y periodista Álvaro Gómez Hurtado. Se recuerda especialmente su participación con Gómez en el primer debate televisado en la historia del país, que se realizó en febrero de 1986. Al final, Gómez superó a Galán, pero ambos fueron derrotados por Barco.

#### La unión con el liberalismo y elecciones de 1990
Galán y su movimiento regresaron oficialmente al Partido Liberal en 1987, pero varios de los miembros del Nuevo Liberalismo todavía se consideraban independientes. El regreso de los galanistas a las huestes del liberalismo se dio por la propia invitación del director del partido, Julio César Turbay, por cuya causa, curiosamente, se había fundado el partido en primera instancia 8 años antes.
De vuelta en el pliegue liberal, Luis Carlos Galán apareció como el principal candidato en las urnas y esperaba poder ganar las próximas Elecciones presidenciales de 1990, pero El cartel de Medellín lo asesinó en la noche del 18 de agosto de 1989 durante un discurso en el municipio de Soacha.  
Después del asesinato de Galán, el sector disidente desapareció y los denominados galanistas apoyaron la candidatura de César Gaviria, quien ganó la elección de 1990 tras salvarse de un intento de asesinato en noviembre de 1989. Dos candidatos también fueron asesinados en 1990ː Carlos Pizarro por el AD M-19, y Bernardo Jaramillo por la Unión Patriótica. El sector galanista también participó en la Asamblea Nacional Constituyente de 1991.

### Refundación
En 2021, el partido recuperó su personería jurídica volviendo a competir en las elecciones en Colombia, liderado por los hijos de Galán, Carlos Fernando Galán y Juan Manuel Galán. Dentro de las nuevas figuras del partido se presentaron Mabel Lara, Sandra Borda y Yolanda Perea, si bien Lara y Perea renunciaron en 2022 debido a la decisión del partido de no respaldar decididamente el nuevo gobierno del Pacto Histórico. Carlos Fernando Galán gana la Alcaldía de Bogotá con el aval del Nuevo Liberalismo, en la elección de octubre de 2023.
En julio de 2025 anuncian la coalición con los partidos MIRA y Dignidad y Compromiso para conformar una lista conjunta al Senado de la República.

## Fundamentos del partido
Los fundamentos del Nuevo Liberalismo quedaron consignados en una carta que Galán le escribió al entonces Registrador Nacional, Humberto de la Calle.
En la misiva le pedía que reconociera la personería jurídica a su organización política. En el texto, Galán expresaba que el Nuevo Liberalismo pretendía ser una organización inspirada en “ideales liberales de democracia, igualdad, libertad y responsabilidad”.
Iván Garzón, profesor de la Facultad de Derecho y Ciencias Políticas de la Universidad de La Sabana, explicó que el Nuevo Liberalismo quiso, en su momento, hacer una política diferente.
“En aquel entonces el partido que más había gobernado era el Liberal. El Nuevo Liberalismo se ofrecía como una alternativa para limpiar el clientelismo politico y corrupto de la época”, dijo Garzón.

## Presidentes del partido
| N.º | Presidentes | Presidentes | Presidentes       | Secretario General | Período en el cargo  | Período en el cargo     |
| N.º | Presidentes | Presidentes | Presidentes       | Secretario General | Inicio               | Final                   |
| --- | ----------- | ----------- | ----------------- | ------------------ | -------------------- | ----------------------- |
| 1.º |             |             | Juan Manuel Galán | Philipp Wodak      | 6 de agosto del 2021 | Actualmente en el cargo |

### Elecciones presidenciales
| Año  | Candidatos                | Candidatos            | 1.ª vuelta | 1.ª vuelta | Resultado | Notas                                  |
| Año  | Presidente                | Vicepresidente        | Votos      | %          | Resultado | Notas                                  |
| ---- | ------------------------- | --------------------- | ---------- | ---------- | --------- | -------------------------------------- |
| 1982 | Luis Carlos Galán         |                       | 745,738    | 10.93      | 3.º lugar |                                        |
| 1986 | Virgilio Barco Vargas     |                       | 4,214,510  | 58.70      | Electo    | Coalición con Partido Liberal          |
| 1990 | César Gaviria Trujillo    |                       | 2,891,808  | 47.81      | Electo    | Coalición con Partido Liberal          |
| 2022 | Sergio Fajardo Valderrama | Luis Gilberto Murillo | 885,291    | 4.18       | 4.º Lugar | Parte de la Coalición Centro Esperanza |

### Elecciones locales
| Año  | Candidato               | 1.ª vuelta | 1.ª vuelta | Resultado | Notas                   |
| Año  | Alcalde Mayor de Bogotá | Votos      | %          | Resultado | Notas                   |
| ---- | ----------------------- | ---------- | ---------- | --------- | ----------------------- |
| 2023 | Carlos Fernando Galán   | 1,499,734  | 49.08      | Electo    | Coalición con En Marcha |